# Hames
Hames is een plaats in de Franse gemeente Hames-Boucres in het departement Pas-de-Calais. Hames vormt het zuidelijk deel van de gemeente. In het zuiden ligt Basse Hames, vlak bij Boucres. Twee kilometer verder noordwaarts ligt het gehucht Rue de Hames en nog anderhalve kilometer verder noordwaarts ligt het gehucht Planche Tournoire aan het kanaal van Guînes naar Calais, tegen de grens met de gemeente Coulogne.

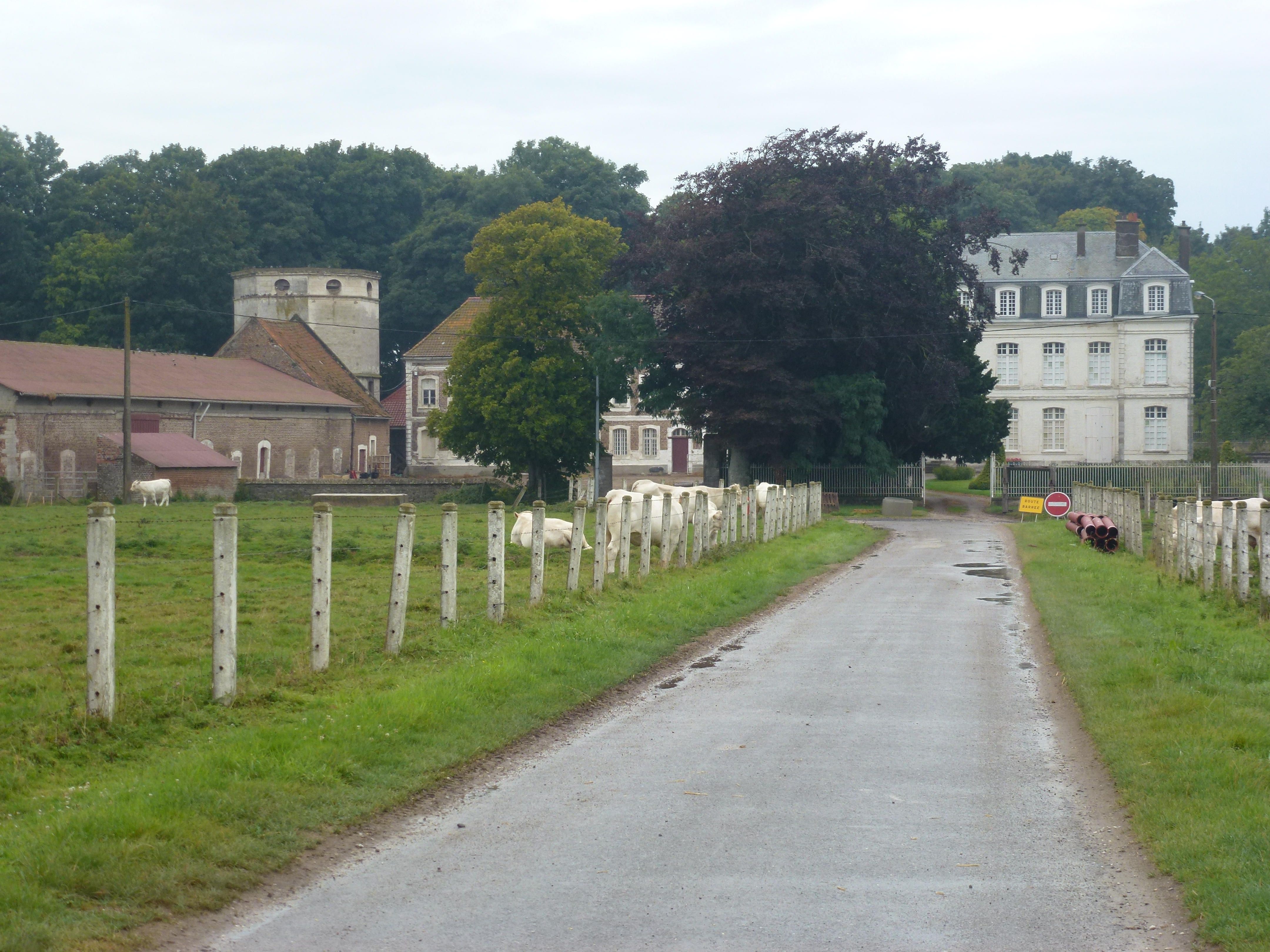
Kasteel van Hames

## Naam
De plaatsnaam heeft een Oudnederlandse herkomst. De oudste vermelding is uit het jaren 1178-1189 als Hames. Het betreft een zelfstandig naamwoord en is de geromaniseerde vorm van het woord ham; een in lager gelegen overstromend gebied uitspringende landtong. 

## Geschiedenis
Hames was een belangrijke heerlijkheid in het Graafschap Guînes en had een versterkt kasteel. Met het Verdrag van Brétigny viel Hames in 1360 in Engelse handen. Tijdens het Engels bewind werd het kasteel vergroot en versterkt. Het kasteel was de laatste plaats in de omgeving van Calais die in Engelse handen bleef, tot 1558. Het kasteel van Hames werd in 1560 gesloopt.
In het begin van de 18e eeuw werd in Hames een modern kasteel opgetrokken. De kerk van Hames werd in 1764 getroffen door een bliksem en raakte beschadigd. Na de Franse Revolutie werd de kerk gesloopt. Op het eind van het ancien régime werd Hames een gemeente. 
In 1819 werd de gemeente Hames (439 inwoners in 1806) al samengevoegd met buurgemeente Boucres (206 inwoners in 1806) in de gemeente Hames-Boucres.
In 1873 werd een kapel opgetrokken, de Chapelle Sainte-Victoire.

## Bezienswaardigheden
- De Chapelle Sainte-Victoire